# Acanthocreagris alguerensis
Espèce
Acanthocreagris alguerensis est une espèce de pseudoscorpions de la famille des Neobisiidae.

## Distribution
Cette espèce est endémique de Sardaigne en Italie. Elle se rencontre à Alghero dans la grotte Gruta del Perdut.

## Description
Le mâle holotype mesure 2,4 mm.

## Étymologie
Son nom d'espèce, composé de alguer[o] et du suffixe latin -ensis, « qui vit dans, qui habite », lui a été donné en référence au lieu de sa découverte, Alghero.

## Publication originale
- Gardini, 2018 : New species and records of the pseudoscorpion genus Acanthocreagris from Italy (Pseudoscorpiones: Neobisiidae). Fragmenta Entomologica, vol. 50, no 1, p. 19-29.